# Bezpeatne, Vasîlkiv
Bezpeatne (în ucraineană Безп`ятне) este un sat în comuna Zastuhna din raionul Vasîlkiv, regiunea Kiev, Ucraina.

## Demografie
Componența lingvistică a localității Bezpeatne
     Ucraineană (98,19%)
     Rusă (1,58%)
Conform recensământului din 2001, majoritatea populației localității Bezpeatne era vorbitoare de ucraineană (98,19%), existând în minoritate și vorbitori de rusă (1,58%).